# Agnieszka Kowalska (aktorka)
Agnieszka Kowalska, właśc. Agnieszka Kowalska-Bednarz (ur. 26 marca 1961 w Łodzi) – polska aktorka teatralna i filmowa.

## Życiorys
Absolwentka Wydziału Aktorskiego PWSFTviT w Łodzi. Aktorka Teatru im. S. Jaracza w Łodzi. Współpracuje także z Teatrem Studio w Warszawie. Występowała w roli nauczycielki Agnieszki Kwiatkowskiej „Meluzyny” w filmie Magdaleny Łazarkiewicz pt. Ostatni dzwonek.

## Życie prywatne
Jej mężem był starszy o 20 lat Aleksander Bednarz.

## Teatr

### Teatralna kariera aktorska
- Teatr im. Stefana Jaracza w Łodzi (1981–1984)
- Teatr im. Juliusza Słowackiego w Krakowie (1984–1987)
- Teatr im. Stefana Jaracza w Łodzi (od 1987)

### Role teatralne
- Habitat, J. Thompson, reż. M. Grzegorzek – Cathy
- Sprawcy, T. Jonigki, reż. P. Chołodziński – Magda
- Żałoba przystoi Elektrze, E. O’Neilla, reż. M. Grzegorzek – Christine Mannon
- Rutheford i Syn, K. G. Sowerby, reż. M. Grzegorzek – Janet
- Brand, H. Ibsena, reż. M. Jarnuszkiewicz – Agnes
- Sen nocy letniej, W. Szekspira, reż. W. Zawodziński – Hipolita
- Trzy siostry, A. Czechowa, reż. B. Sass – Olga
- Jad, R. Harwooda, reż. M. Grzegorzek – Juliette
- Dybuk, Sz. Anskiego, reż. W. Zawodziński – Lea
- Szaleństwo we dwoje, E. Ionesco, reż. A. Orzechowski – Ona

## Filmografia
- Blondynka, odc. 28 – Maria Roy, matka Krisa
- Głęboka woda, sezon II, odc. 5 – Alicja Wolska
- Prawo Agaty, odc. 26 i 27 – Barbara Tarkowska
- Pensjonat pod Różą, odc. 78 i 79 – Wanda, trenerka Wioli i Przemka
- Kryminalni, odc. 16 – przyjaciółka Heleny Humelowej
- Oficer, odc. 12 – członkini komisji lekarskiej
- Na dobre i na złe, odc. 179 – Irena, matka Ani
- Czwarta władza, reż. W. Adamek
- Sprawa na dziś, reż. M. Haremski – Izabela Czarnolas, pedagog z ośrodka adopcyjnego
- Samo życie – Halina, główna księgowa w firmie „Ignis Cosmetics”
- Marzenia do spełnienia – lekarka
- Człowiek wózków, reż. M. Malec – lekarka
- Mordziaki, reż. A. Grabowski – Kowalska
- Miasto prywatne, reż. J. Skalski
- Czarne Słońca, reż. J. Zalewski – zakonnica
- Ostatni prom, reż. W. Krzystek – Renata, była żona Marka
- Ostatni dzwonek, reż. M. Łazarkiewicz – Agnieszka Kwiatkowska „Meluzyna”
- Dom, odc. 1, reż. J. Łomnicki
- Znak, reż. I. Kamieńska